# Claud William Wright
Claud William Wright CB (9 janvier 1917, Ellenborough, Yorkshire, Angleterre - 15 février 2010, Burford, Oxfordshire, Angleterre), alias Willy Wright, est un haut fonctionnaire britannique qui est également un expert dans les disciplines de la géologie, de la paléontologie et de l'archéologie,,.

## Biographie
Il fait ses études à Charterhouse et Christ Church, Oxford. À Oxford, il est influencé par le géologue William Joscelyn Arkell, pour un loisir qui devient un passe-temps sérieux. Sa carrière professionnelle se déroule au War Office / Ministère de la Défense, où il atteint le rang de sous-secrétaire.
En 1971, il est muté au ministère de l'Éducation et y participe à la création du premier ministère des Arts. Dans ces postes, il travaille directement avec Margaret Thatcher et Lord Eccles.
C'est dans les passe-temps de Wright qu'il est plus connu. Pendant qu'il travaille comme fonctionnaire, il est, entre 1956 et 1958, président de l'Association des géologues, mais après sa « retraite » en 1976, il peut consacrer son temps à ses intérêts. De 1977 à 1983, il est chercheur au Wolfson College d'Oxford.
Il est marié à Alison Readman (1922-2003) avec quatre filles et un fils.
Pour son service dans la fonction publique, il reçoit l'Ordre du Bain (1969). Il remporte de nombreux prix, médailles et bourses en tant qu'associé du British Museum pour ses loisirs. Quinze genres ou espèces de fossiles portent son nom : des ammonites, une étoile de mer, un brachiopode, un escargot et un crabe.
Il publie de nombreux articles sur des sujets aussi divers que les ammonites, les étoiles de mer, les invertébrés, les crabes du Crétacé et le lézard volant géant de Bridlington,.
La collection de Wright est répartie entre le Natural History Museum (25 500 pièces au total) et la Wright Library du Oxford University Museum.